# Курганное (Полтавская область)
Курганное (укр. Курганне) — село,
Богдановский сельский совет,
Семёновский район,
Полтавская область,
Украина.
Код КОАТУУ — 5324580607. Население по переписи 2001 года составляло 101 человек.

## Географическое положение
Село Курганное находится на расстоянии в 1,5 км от села Богдановка, в 2-х км от сёл Новая Петровка и Байрак.

## История
- 2008 — изменён статус с посёлка на село.